# Auguste Nisard
Pour les articles homonymes, voir Nisard.
Jean Marie Nicolas Auguste Nisard, né le 9 août 1809 à Châtillon-sur-Seine, mort le 17 février 1892, est un universitaire français.

## Carrière professionnelle
Professeur de rhétorique au collège Bourbon, reçu docteur ès lettres en 1845, il est nommé en 1855 recteur de l’académie de Grenoble et en 1855 inspecteur de l’Académie de la Seine.
Admis à la retraite en 1872 avec le titre de recteur honoraire il est nommé doyen de la Faculté des lettres (1875) et professeur d’éloquence latine lors de la fondation de l’Institut catholique de Paris.

## Publications
Outre ses thèses, dont la principale était un Examen des poétiques d’Aristote, d’Horace et de Boileau, in-8°), Auguste Nisard a publié 
- la traduction de l’Art poétique d’Horace et
- celle des Œuvres de Virgile dans les Classiques latins de son frère.

Il a écrit en outre : 
- le Libre retour à la foi (1853, in-8) ;
- la Franchise de la chaire chrétienne,
- un sermon de Bossuet (1883, gr. in-8°) ;
- la Maison et l’Église, souvenirs d’un enfant catholique (1884, in-18) ;
- les Deux imitations de Jésus-Christ,
- le texte et la traduction de Corneille comparés (1888, in-8°).

Il a collaboré  
- à la Patrie,
- au Contemporain,
- au Correspondant.

## Filiation
Frère de l’écrivain Désiré Nisard et de l’érudit Charles Nisard, il épouse le 1er décembre 1839 Jeanne-Pauline Bertrand.

## Distinctions
Décoré de la Légion d’honneur le 28 avril 1847, il est promu officier le 7 août 1870.

## Source bibliographique
- Gustave Vapereau, Dictionnaire universel des contemporains, t. 1, Paris, Hachette, 1893, p. 1175.